# Georges Jacob (Organist)
Georges Armand Paul Jacob (* 19. August 1877 in Paris; † 28. Dezember 1950 ebenda) war ein französischer Organist, Improvisateur und Komponist.

## Leben
Seine ersten musikalischen Studien begann er an der École Niedermeyer in Paris. Er trat in das Konservatorium im Jahr 1896 ein und gewann im Jahre 1900 den 1. Preis für Orgel in der Klasse von Alexandre Guilmant. Von 1892 bis 1912 gab Jacob Orgelkonzerte an der Schola Cantorum. Sein Ziel war es, die besten Werke der klassischen und modernen Orgelliteratur zu Gehör zu bringen. Als Komponist schrieb und veröffentlichte er zahlreiche Werke. Darüber hinaus begann er, die wichtigsten Werke von Johann Sebastian Bach, versehen mit erläuternden Kommentaren, zu veröffentlichen.
Von 1902 bis 1914 war Georges Jacob Professor für Klavier an der Schola Cantorum in Paris. Außerdem war er Organist und Kantor von Notre Dame de la Gare von 1897 bis 1903 und Organist an der Orgel von Saint Louis d'Antin von 1903 bis 1906. Von 1907 bis zu seinem Tode 1950 bekleidete er das Amt des Organisten und Kantors an Saint Ferdinand des Ternes.

## Kompositionen

### Orgelwerke
- Prélude Funèbre et Variation (1906)
- Symphonie pour grand orgue (Orgel-Sinfonie) E-moll (Leduc, 1907) : I. Prélude funèbre, Fugue, Variation II. Andante III. Scherzo IV. Final.
- Quatre Morceaux (4 Lieder) für Orgel (Kistner, Leipzig, 1909) : 1. Invocation 2. Noël 3. Au cloître 4. Dans la lande.
- Douze Pièces pour Grand-orgue (12 Stücke für Orgel) (Leduc, 1909) : 1. Pastorale (in Es) 2. Offertoire pour Mariage 3. Noël Bourguignon 4. Invocation 5. Duetto 6. Canzonetta 7. Prélude Funèbre 8. Carillon 9. Magnificat (in F) 10. Alleluia 11. Andantino 12. Sortie.
- Pastorale «Les Heures Bourguignonnes», Sammlung von 12 Stücken über 12 Gemälde von Maurice Léna (Leduc, 1909) : 1. Lever de soleil 2. Le réveil 3. Le départ du troupeau 4. Vendanges 5. La chanson du berger 6. Midi 7. La pluie 8. Sous le noyer 9. En revenant des vignes 10. Chanson de pressoir 11. La ronde 12. Tombée du soir.
- Entrée de Mariage (1911).
- 1ère Suite religieuse (Schirmer, 1911) : 1. Laudes 2. Resurrexi (Introït du jour de Pâques) 3. Méditation 4. Au Prieuré 5. Bénédiction.
- 2e Suite religieuse (Schirmer, 1911) : 1. Invocation 2. Angelus 3. Souvenir grégorien 4. Communion 5. Prière du soir.
- Impressions dominicales (Schirmer, 1916) : 1. Veni Creator 2. Recueillement 3. Bergerade mélancolique 4. Hélas ! 5. Souffrance, Trouble, Triomphe.
- Exercices pour grand orgue (Übungen für Orgel) (oder Pedal-Piano) (United Music Publishers).
- Livre d’orgue (Orgel-Buch) (Éditions Ouvrières) : 1. Invention 2. Pastorale 3. Canon 4. Louange de l’oiseau 5. Choral 6. Mouvement.

### Für Harmonium
- 25 Pièces pour harmonium (25 Stücke für Harmonium) (Leduc, 1909).
- Choral varié; Prise de voile; Andante en ré majeur, in Parnasse des Organistes du XXe siècle, vol. 1, Paris, 1911.
- 14 Pièces pour harmonium (1911) (Loret).
- Andantino en mi bémol majeur, in J. Joubert, Les Maîtres Contemporains de l’Orgue, vol. 1, Paris, 1912.
- Pastorale en fa dièse mineur (transcription pour harmonium de l’auteur), in J. Joubert, Les Maîtres Contemporains de l’Orgue, vol. 1, Paris, 1912.

### Andere Kompositionen
Für Klavier:
- Nocturne, Légende et Scherzo.

sowie mehrere Lieder und Choräle.

## Kostenlose Noten
- E-Partitions Orgelmusik (französisch).
- Sibley Music Library Noten für Orgel (englisch).
- Kostenlose Noten von Georges Jacob auf loumy.org (französisch)

## YouTube-Audio
- CD der Symphonie E-moll

| Personendaten    | Personendaten                                       |
| ---------------- | --------------------------------------------------- |
| NAME             | Jacob, Georges                                      |
| ALTERNATIVNAMEN  | Jacob, Georges Armand Paul (vollständiger Name)     |
| KURZBESCHREIBUNG | französischer Organist, Improvisateur und Komponist |
| GEBURTSDATUM     | 19. August 1877                                     |
| GEBURTSORT       | Paris                                               |
| STERBEDATUM      | 28. Dezember 1950                                   |
| STERBEORT        | Paris                                               |